# Sergei Olegowitsch Sinowjew
Sergei Olegowitsch Sinowjew (russisch Сергей Олегович Зиновьев; * 4. März 1980 in Prokopjewsk, Russische SFSR) ist ein russischer Eishockeyspieler, der zuletzt beim HK Sotschi in der  Kontinentalen Hockey-Liga unter Vertrag stand.

## Karriere
Sergei Sinowjew begann seine Karriere als Eishockeyspieler in der Nachwuchsabteilung von Metallurg Nowokusnezk, für dessen Profimannschaft er von 1997 bis 2000 in der russischen Superliga aktiv war. Die Saison 2000/01 begann er bei Salawat Julajew Ufa und beendete sie bei Lokomotive Jaroslawl. Anschließend spielte der Center je ein Jahr lang für den HK Spartak Moskau und Ak Bars Kasan. Die Saison 2003/04 begann er bei den Boston Bruins, die ihn bereits im NHL Entry Draft 2000 in der dritten Runde als insgesamt 73. Spieler ausgewählt hatten. In der National Hockey League konnte er sich jedoch nicht durchsetzen und bestritt nur zehn Spiele für Boston. Zudem stand er in vier Spielen für dessen Farmteam Providence Bruins in der American Hockey League auf dem Eis. Den Großteil der Spielzeit verbrachte er schließlich in der Superliga bei seinem Ex-Klub Ak Bars Kasan, bei dem er in den folgenden Jahren eine feste Größe war. In der Saison 2005/06 wurde er mit der Mannschaft Russischer Meister. Auf europäischer Ebene gewann er mit Kasan 2007 den IIHF European Champions Cup und ein Jahr später den IIHF Continental Cup.
Zur Saison 2008/09 wurde Ak Bars Kasan in die neu gegründete Kontinentale Hockey-Liga aufgenommen. Anschließend kürzte der Verein das Gehalt von Sinowjew, so dass die Ligenleitung der KHL seinen Vertrag annullierte. Kurze Zeit später wechselte er zum HK Dynamo Moskau. Zur Saison 2009/10 schloss er sich Salawat Julajew Ufa an und gewann mit dem Team in der folgenden Spielzeit den Gagarin-Pokal.
Im Juli 2014 wurde Sinowjew vom HK Sotschi unter Vertrag genommen, kurz vor Saisonbeginn wurde dieser Vertrag in gegenseitigem Einverständnis aufgehoben. Seither ist Sinowjew vereinslos.

### International
Für Russland nahm Sinowjew im Juniorenbereich ausschließlich an der U20-Junioren-Weltmeisterschaft 2000 teil, bei der er mit seiner Mannschaft die Silbermedaille gewann. Im Seniorenbereich stand er im Aufgebot seines Landes bei den Weltmeisterschaften 2003, 2005, 2007, 2008, 2009 und 2011 sowie bei den Olympischen Winterspielen 2010 in Vancouver. Bei den Weltmeisterschaften 2005 und 2007 gewann er mit seiner Mannschaft die Bronze-, bei den Weltmeisterschaften 2008 und 2009 sogar die Goldmedaille. Darüber hinaus vertrat er Russland in den Jahren 2003, 2004, 2005, 2006, 2007, 2008, 2009 und 2010 in der Euro Hockey Tour.

## Erfolge und Auszeichnungen
| - 2006 Russischer Meister mit Ak Bars Kasan - 2007 IIHF-European-Champions-Cup-Gewinn mit Ak Bars Kasan - 2007 Russischer Vizemeister mit Ak Bars Kasan | - 2008 IIHF-Continental-Cup-Gewinn mit Ak Bars Kasan - 2010 KHL All-Star Game - 2011 Gagarin-Cup-Gewinn mit Salawat Julajew Ufa |

### International
| - 2000 Silbermedaille bei der U20-Junioren-Weltmeisterschaft - 2005 Bronzemedaille bei der Weltmeisterschaft - 2007 Bronzemedaille bei der Weltmeisterschaft - 2007 Bester Vorlagengeber der Weltmeisterschaft | - 2007 Beste Plus/Minus-Bilanz der Weltmeisterschaft - 2008 Goldmedaille bei der Weltmeisterschaft - 2009 Goldmedaille bei der Weltmeisterschaft |

## Statistik
(Stand: Ende der Saison 2010/11)